# Zezé Macedo
Maria José de Macedo, conhecida artisticamente como Zezé Macedo (Silva Jardim, 6 de maio de 1916 – Rio de Janeiro, 8 de outubro de 1999), foi uma comediante e atriz brasileira de rádio, cinema e televisão. Foi a recordista feminina no Brasil em participações de cinema, tendo feito 108 filmes. Seu tipo físico, magra e baixa, sempre lhe garantiu papéis cômicos, apesar de ter sempre afirmado que também gostaria de representar papéis dramáticos em novelas. Oscarito dizia que ela era a maior comediante do cinema brasileiro. Grande Otelo chamava-a de Carlitos de saia; e Ivan Cardoso, de primeira-dama do cinema brasileiro. Na época das chanchadas, também ficou conhecida como a empregadinha do Brasil, numa referência aos inúmeros papéis de empregada doméstica que interpretou ao longo de sua carreira.
Também se destacou como poetisa, tendo publicado quatro livros de poemas seus.

## Biografia

### Juventude e início de carreira
Nasceu no município fluminense de Capivari, hoje chamado Silva Jardim. Seu padrasto, Columbano Santos (Posse, Rio Bonito - RJ, 22 de dezembro de 1879 - São Domingos, Niterói - RJ, 27 de julho de 1977), tabelião e prefeito da cidade, era partidário dos atores.
Estreou no teatro aos quatro anos de idade, interpretando a protagonista na peça As Pastorinhas. Na época, como não sabia ler, decorava os textos ao ouvi-los lidos por seu padrasto, o qual lhe encorajava bastante. Também desde cedo manifestou inclinação pela poesia.
Aos quinze anos de idade, casou-se com o mecânico e eletricista Alcides Manhães, desistindo de ser atriz e mudando-se para Niterói. Com ele teve seu único filho, Hércules, morto com apenas um ano de idade ao cair do colo da avó paterna e fraturar o crânio. Ao saber da morte do filho deu um imenso grito e calou-se por muito tempo, devido ao estado de choque que a acometeu. Quando voltou a falar a voz havia mudado e permaneceu assim por toda sua vida. O casal separou-se pouco depois. Zezé passou a trabalhar como escriturária e funcionária pública, antes de voltar a ser atriz.
Através das amizades de seu padrasto, começou a ler poemas seus no Grande Jornal Fluminense, transmitido aos domingos pela Rádio Tamoio. O diretor artístico da emissora, Paulo de Grammont, gostou de suas declamações e contratou-a, sem salário, para o setor de radioteatro. No entanto, como não havia vagas, tornou-se secretária de Dias Gomes e Rodolfo Mayer, permanecendo três anos nesta função. Aos poucos, porém, foi começando a fazer pontas nos programas de rádio, substituindo atrizes, lendo poemas, e, por conta disso, publicou seu primeiro livro de poesias, Coração Profano, em 1954, um grande êxito de vendas. Publicou ainda mais três livros de poesia.
Por essa época, participou do programa Lar, Doce Lar substituindo a atriz que fazia a empregada doméstica, agradando bastante o público, e, logo no dia seguinte, foi convidada por Paulo Porto e Olavo de Barros a se transferir para a Rádio Tupi (tanto a Rádio Tamoio quanto a Tupi faziam parte da rede de Assis Chateaubriand), o que lhe possibilitou o ingresso para a televisão.

### Cinema
Foi através da sua poesia e participações em rádio e televisão que Watson Macedo a conheceu e convidou-a para estrelar em Aviso aos Navegantes (1950) e O Petróleo É Nosso (1954). A partir de então, Zezé tornou-se presença marcante no cinema, atuando primeiramente para diversas produtoras como a Watson Macedo Produções Cinematográficas, Cinelândia Filmes, Cinedistri, Brasil Vita Filmes, Flama Filmes, UCB, celebrizando-se como comediante. Dentre os vários filmes de que participou nessa época, merecem destaque De Vento em Popa (1957), de Carlos Manga, no qual interpreta uma cantora de ópera, fugindo da imagem estereotipada de empregada doméstica; O Homem do Sputnik (1959), considerado pelos cinéfilos como um das melhores chanchadas; e Esse Milhão É Meu (1959). Nesses três filmes, atuou ao lado de Oscarito, o qual exigiu sua presença neles.
Com o declínio da chanchada no começo da década de 1960, Zezé passou a se dedicar mais ao teatro e à televisão, mas sem se afastar do cinema. A partir de 1965, tornou-se contratada da Rede Globo de Televisão, onde atuaria até o fim de sua vida. No cinema, estrelou, dentre outros, Lana - Königin der Amazonen (1964), filme alemão feito no Brasil em parceria com a Atlântida, e Macunaíma (1968).
Na década de 1970, sua carreira no cinema foi impulsionada com o surgimento da pornochanchada. Chegava a fazer três filmes por ano. Enquanto isso, na televisão, dava início à parceria com Chico Anysio, que lhe rendeu seus dois personagens mais emblemáticos: Biscoito, a esposa feia, porém rica, do bêbado Tavares; e Dona Bela, uma aluna da Escolinha do Professor Raimundo que, acreditando ser pornografia tudo que o mestre lhe perguntava, jogava-se ao chão histérica e acusava-o: "Só pensa naquilo!". Outra participação marcante dessa época na televisão foi no Sítio do Picapau Amarelo, no qual interpretou a Dona Carochinha.

### Últimos anos
Nos anos seguintes, passou a diminuir seu ritmo de trabalho, dedicando-se cada vez mais à televisão. Em 1983, estrelou como a protagonista em Eteia, a Extraterrestre em Sua Aventura no Rio, de Roberto Mauro, uma sátira ao E.T., de Steven Spielberg. Três anos depois, ganhou um prêmio especial do júri no Festival de Gramado por sua atuação em As Sete Vampiras, de Ivan Cardoso. Seu último filme longa-metragem foi O Escorpião Escarlate, de Ivan Cardoso, em 1990, mais uma vez interpretando uma secretária do lar. Todavia, voltou às telas de cinema quatro anos depois, no curta-metragem Jaguardarte, de André Klotzel, no qual aparece declamando versos de Lewis Carroll.
Dedicou seus últimos anos a programas humorísticos na televisão, tendo atuado até pouco antes de falecer.

### Vida particular
Zezé começou a namorar o ator e dublador Vasco Lino "Ronaldo" Magalhães em 1950, o quem a ajudava a ir para a televisão. Separaram-se dez anos depois.
Voltou a se casar, em 1961, com o ator e cantor Victor Zambito, dez anos mais novo, o qual conheceu enquanto atuava no Teatro Recreio. Válter Pinto e Virgínia Lane foram seus padrinhos. Os dois não tiveram filhos e permaneceram juntos por 38 anos, até o falecimento de Zezé.

## Morte
Em 26 de agosto de 1999, Zezé sofreu um derrame cerebral e foi internada na Clínica Bambina, no bairro carioca do Botafogo. De acordo com os médicos, ela tinha um aneurisma cerebral que havia se rompido. Ela seria operada, mas devido ao seu estado fragilizado, os médicos optaram por lhe fazer uma drenagem de coágulo. Depois de 46 dias de internação, a atriz morreu às 2h55min de 8 de outubro, aos 83 anos. Seu corpo foi cremado no Cemitério do Caju.

## Legado
Em 2012, a vida de Macedo foi retratada na peça A Vingança do Espelho: a História de Zezé Macedo, escrita por Flávio Marinho e estrelada por Betty Gofman. Gofman consequentemente foi chamada para interpretar a Dona Bela no revival da Escolinha do Professor Raimundo, em 2015.

## Prêmios
Festival de Gramado
- 1996: Prêmio Especial do Júri, Kikito de Ouro, por sua atuação em As Sete Vampiras

## Carreira

### Cinema
| Ano  | Título                                   | Personagem                     |
| ---- | ---------------------------------------- | ------------------------------ |
| 1999 | Parceiros & Palermas                     | Prostituta                     |
| 1990 | O Escorpião Escarlate                    | Governanta                     |
| 1988 | Fogo e Paixão                            | Socialite                      |
| 1988 | Natal da Portela                         | Maria Elisa                    |
| 1988 | O Casamento dos Trapalhões               | D. Marieta                     |
| 1988 | O Diabo na Cama                          | Prostituta                     |
| 1986 | As Sete Vampiras                         | Rina                           |
| 1985 | O Rei do Rio                             | —                              |
| 1984 | Os Bons Tempos Voltaram: Vamos…          | Avó                            |
| 1983 | Etéia                                    | Etéia                          |
| 1980 | Ele, Ela, Quem?                          | Madame Grignac                 |
| 1979 | A Virgem Camuflada                       | Solteirona                     |
| 1978 | O Erótico Virgem                         | Eulália                        |
| 1977 | Secas e Molhadas                         | —                              |
| 1977 | As Eróticas Profissionais                | Tosca                          |
| 1976 | Sete Mulheres Para Um Homem Só           | Dudu                           |
| 1976 | Gordos e Magros                          | Virgem Maria                   |
| 1976 | Pedro Bó, o Caçador de Cangaceiros       | Maria Feiosa                   |
| 1975 | Com as Calças na Mão                     | Moribunda                      |
| 1975 | O Monstro de Santa Teresa                | Solteirona                     |
| 1975 | O Padre Que Queria Pecar                 | —                              |
| 1975 | As Loucuras de um Sedutor                | Margarida                      |
| 1974 | Robin Hood, o Trapalhão da Floresta      | Organista                      |
| 1974 | Onanias o Poderoso Machão                | Cibele                         |
| 1974 | Oh Que Delícia de Patrão                 | Louca                          |
| 1974 | As Mulheres Que Fazem Diferente          | Viúva                          |
| 1973 | Tati                                     | Dona Aurora                    |
| 1973 | Os Mansos                                | Velha                          |
| 1973 | Como É Boa Nossa Empregada               | Empregada                      |
| 1973 | Mais ou Menos Virgem                     | Adélia                         |
| 1972 | Salve-se Quem Puder - Rally da Juventude | Cliente                        |
| 1970 | Os Monstros de Babaloo                   | Mulher da família              |
| 1969 | Macunaíma                                | Mãe                            |
| 1966 | As Cariocas                              | Mulher Ciumenta                |
| 1965 | Lana - Königin der Amazonen              | —                              |
| 1964 | O Santo Módico                           | —                              |
| 1962 | Três Colegas de Batina                   | Funcionária da Caixa Econômica |
| 1960 | Minervina Vem Aí                         | Melita                         |
| 1960 | Cala a Boca, Etelvina                    | Pancrácia                      |
| 1960 | Virou Bagunça                            | Biluca                         |
| 1959 | Dona Xepa                                | Camila                         |
| 1959 | Esse Milhão é Meu                        | Augusta                        |
| 1959 | O Homem do Sputnik                       | Cleci                          |
| 1958 | O Camelô da Rua Larga                    | Possidônia                     |
| 1958 | Aguenta o Rojão                          | —                              |
| 1958 | E o Espetáculo Continua                  | Prudência                      |
| 1958 | É de Chuá!                               | Biluca                         |
| 1958 | A Grande Vedete                          | Fifina                         |
| 1957 | De Vento em Popa                         | Madame Frou-Frou               |
| 1957 | Treze Cadeiras                           | —                              |
| 1957 | Rio Fantasia                             | Empregada da Pensão            |
| 1957 | Rico Ri à Toa                            | Empregada                      |
| 1957 | Maluco por Mulher                        | —                              |
| 1957 | Garotas e Samba                          | Inocência                      |
| 1957 | Tem Boi na Linha                         |                                |
| 1956 | Quem Sabe, Sabe!                         | —                              |
| 1956 | Tira a Mão Daí!                          | —                              |
| 1955 | Trabalhou Bem, Genival                   | —                              |
| 1955 | Carnaval em Marte                        | Justina                        |
| 1955 | Sinfonia Carioca                         | Faustina                       |
| 1955 | O Feijão É Nosso                         | —                              |
| 1954 | O Petróleo é Nosso                       | Moça com o telefone            |
| 1950 | Aviso aos navegantes                     | Moça                           |

### Televisão
| Ano       | Título                          | Papel                                      | Notas                                     |
| --------- | ------------------------------- | ------------------------------------------ | ----------------------------------------- |
| 1999      | Zorra Total                     | Dona Bela                                  | (quadro: Escolinha do Professor Raimundo) |
| 1996      | Chico Total                     | Biscoito                                   |                                           |
| 1992      | Os Trapalhões                   | Olívia Palito (Quadro: Agência Trapa Tudo) | Participação especial                     |
| 1991      | Estados Anysios de Chico City   | Vários Personagens                         |                                           |
| 1990-1993 | Escolinha do Professor Raimundo | Dona Bela                                  |                                           |
| 1986      | Cambalacho                      | Camareira                                  | Participação especial                     |
| 1983-1990 | Chico Anysio Show               | Biscoito / Dona Bela / Vários Personagens  |                                           |
| 1977-1982 | Sítio do Pica Pau Amarelo       | Dona Carochinha                            |                                           |
| 1973-1976 | Chico City                      | Vários Personagens                         |                                           |
| 1973      | João da Silva                   | —                                          |                                           |
| 1972      | O Primeiro Amor                 | Astúria                                    |                                           |
| 1968-1970 | Balança Mas Não Cai             | Vários Personagens                         |                                           |
| 1965      | Padre Tião                      | Jacqueline                                 |                                           |
| 1965      | A Moreninha                     | Zezé                                       |                                           |
| 1965      | Bairro Feliz                    | Vários Personagens                         | 1965-1966                                 |
| 1953      | Mesa Quadrada                   | —                                          |                                           |

## Obras publicadas
- Oração Profana (1954)
- Uma Estrela Caiu (1981)
- Meu Breviário (1981)
- A Menina do Gato (1997)